# William Parry Murphy
William Parry Murphy (Stoughton, Wisconsin, 6. veljače 1892. – Brookline, Massachusetts, 9. listopada 1987.), američki liječnik.
Murphy je 1934. godine podijelio Nobelovu nagradu za fiziologiju ili medicinu s Georgeom Hoytom Whippleom i Georgeom Richardsom Minotom "za njihova 
otkrića u vezi terapije jetrom u slučajevima anemije".

## Vanjske poveznice
- Nobelova nagrada - životopis (engl.)